# Mehara Gaon
Mehara Gaon là một thị trấn thống kê (census town) của quận Hoshangabad thuộc bang Madhya Pradesh, Ấn Độ.

## Nhân khẩu
Theo điều tra dân số năm 2001 của Ấn Độ, Mehara Gaon có dân số 4306 người. Phái nam chiếm 52% tổng số dân và phái nữ chiếm 48%. Mehara Gaon có tỷ lệ 75% biết đọc biết viết, cao hơn tỷ lệ trung bình toàn quốc là 59,5%: tỷ lệ cho phái nam là 82%, và tỷ lệ cho phái nữ là 67%. Tại Mehara Gaon, 12% dân số nhỏ hơn 6 tuổi.